# TV Gamer
TV Gamer était un magazine vidéoludique mensuel, publié à partir de l'été de 1983 à mars 1985. Les deux derniers numéros ont été incorporés dans un autre magazine de jeux appelé Big K.